# Jean M. Davison
Jean M. Davison (* in Glens Falls) ist eine US-amerikanische Klassische Archäologin.
Davison studierte an der University of Vermont (A. M. 1941, B. A. 1944). Nach dem Krieg arbeitete sie für den US-Foreign Service in Wien und Athen. Anschließend studierte sie an der Yale University, wo sie 1957 mit einer Dissertation zu attisch-geometrischen Töpferwerkstätten promoviert wurde. Von 1955 bis zur Emeritierung 1977 lehrte sie an der University of Vermont im Classics Department und im History Department Griechisch, Latein und Alte Geschichte.
Sie nahm an Ausgrabungen in Italien, Griechenland, Petra und auf Sardinien teil.

## Veröffentlichungen
- Attic Geometric Workshops. Yale Classical Studies 16, New Haven 1961
- Seven Italic Tomb-Groups from Narce. Florenz 1972